# Виды коммуникации
Виды коммуникации — классификация процессов коммуникации по видам трансакций, формирований, путей, связи, обеспеченья и так далее, в различных областях деятельности человека.

## В психологии
Виды коммуникации это классификация процессов коммуникации по видам трансакций. В соответствии с тремя видами трансакций различают на:
- Фронтальная коммуникация — вид коммуникации, при которой трансакции идут в одном направлении от говорящего ко многим слушающим, по принципу «один говорит — остальные молчат». Если, например, во время лекции студент задаёт лектору вопрос, то при этом между студентом и лектором может возникнуть диалог, но вид коммуникации остаётся фронтальным, так как в то время, когда один из них говорит, принцип  «один говорит — остальные молчат» сохраняется.
- Диалог — вид коммуникации, при которой трансакции идут в обоих направлениях между двумя собеседниками.
- Опосредованная коммуникация — вид коммуникации, при которой трансакции идут в обоих направлениях через информацию, зафиксированную в каком-либо виде, например, через текст, звуко- или видеозапись, рисунок или схему.

Других видов коммуникации у людей не существует.

## В военном деле
Виды коммуникации — в военном деле, это классификация путей (дорог) сообщения и обеспеченья, линий связи, и так далее по видам формирований вооружённых сил, военному искусству и так далее. 
В военном деле коммуникация или коммуникационная линия — это путь или пути, соединяющие базу (территориальную полосу в тылу армии, на которой собраны все средства для ведения войны) с местом расположения армии. 
Ранее в России, имперского периода, путями этими могли быть обыкновенные дороги, судоходные реки, железные дороги. 
Различают следующие виды коммуникаций, в военном деле:

### По среде
- земные;
  - дорога, грунтовая, шоссе[2] (Военно-автомобильная дорога);
  - железная дорога[2];
  - тропа;
  - и так далее.
- водные:
  - океанские;
  - морские;
  - речные[2];
  - и так далее.
- воздушные.

### По военному искусству
- стратегические;
- оперативные;
- тактические.

### По формированиям
- центральные;
- войсковые (дорожные, железнодорожные):
  - окружные (фронтовые) и флотские;
  - армейские;
  - корпусные;
  - дивизионные;
  - бригадные;
  - полковые;
  - батальонные, дивизионные.
  - ротные (батарейные, эскадронные).